# Halobacterium salinarum
Halobacterium salinarum è una specie di microrganismo alofilo estremo, appartenente al regno degli Archaea, alla classe degli Halobacteria.